# Tylogonus chiriqui
Tylogonus chiriqui är en spindelart som beskrevs av Galiano 1993 [1994. Tylogonus chiriqui ingår i släktet Tylogonus och familjen hoppspindlar. Inga underarter finns listade i Catalogue of Life.